# 割目川
割目川（われめがわ）は、愛知県安城市、知立市を流れる猿渡川水系の川。

## 地理
安城市篠目町に源を発し、同市内は準用河川、知立市八ツ田町池谷を上流端に二級河川となり、愛知県知立建設事務所の管理河川になる。源流からの総延長は1.9km。知立市内に入ると両岸は割目川緑地として整備され、1.7km西で吹戸川へ注ぐ。吹戸川はさらに1.8kmほど西へ進み本流の猿渡川と合流する。

## 橋梁
- 愛知県道285号安城八ツ田知立線
- 愛知県道298号安城知立線